# Charli Collier
Charli Collier (ur. 22 września 1999 w Mont Belvieu) – amerykańska koszykarka, występująca na pozycji środkowej, aktualnie zawodniczka Famila Wuber Schio, a w okresie letnim – Dallas Wings w WNBA.
W 2018 wystąpiła w meczach gwiazd amerykańskich szkół średnich – McDonald’s All-American i Jordan Brand Classic. Została też wybrana najlepszą zawodniczką stanu (Gatorade State Girls Basketball Player of the Year).

## Osiągnięcia
Stan na 4 lutego 2022, na podstawie, o ile nie zaznaczono inaczej.

### NCAA
- Uczestniczka rozgrywek:
  - Elite 8 turnieju NCAA (2021)
  - turnieju NCAA (2019, 2021)
- Zaliczona do:
  - I składu:
    - Big 12 (2020, 2021)
    - defensywnego Big 12 (2021)
    - Academic All-Big 12 (2019)
    - Big 12 Commissioner’s Honor Roll (wiosna 2019, 2020].

  - II składu All-American (2021 przez AP, USBWA)
- Zawodniczka tygodnia:
  - NCAA (23.12.2019 według espnW, 24.12.2019 według USBWA)
  - Big 12 (23.12.2019)

WNBA
- Zaliczona do I składu debiutantek WNBA (2021)

Reprezentacja
- Brązowa medalistka mistrzostw świata U–17 (2016)